# Leichtathletik-Europameisterschaften 1962/Fünfkampf der Frauen

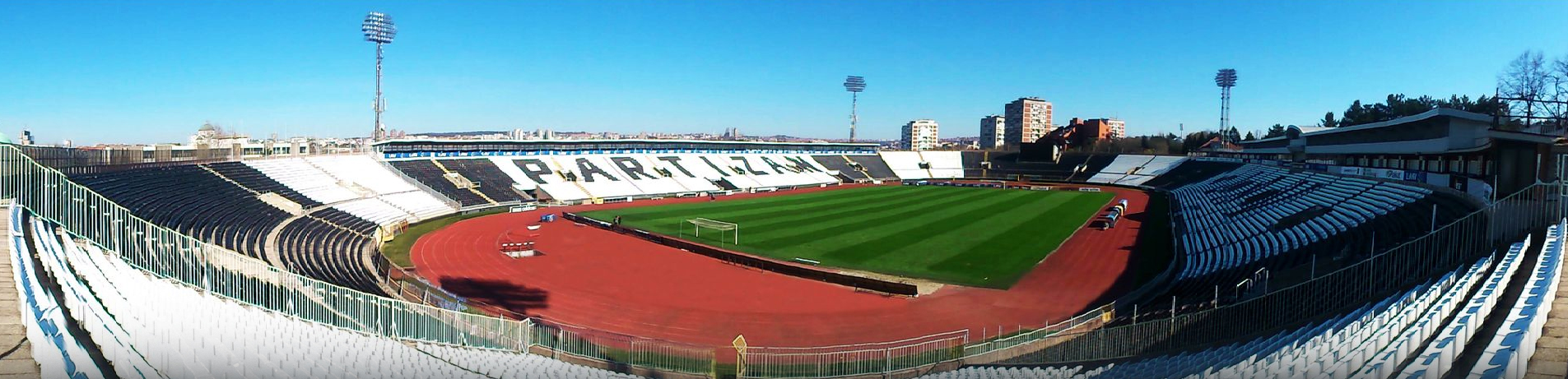
Panoramablick auf das Partizan-Stadion 2014 – 52 Jahre
nach den dortigen Europameisterschaften

Der Fünfkampf der Frauen bei den Leichtathletik-Europameisterschaften 1962 wurde am 13. und 14. September 1962 im Belgrader Partizan-Stadion ausgetragen.
Europameisterin wurde die Titelverteidigerin und Weltrekordinhaberin Galina Bystrowa aus der Sowjetunion. Sie gewann vor der Französin Denise Guénard und der deutschen Athletin Helga Hoffmann.

## Rekorde

### Bestehende Rekorde
| Weltrekord   | 5137 P 1954er Wert. | 4599 P 1980er Wert. | Irina Press     | Tiflis, Sowjetunion (heute Georgien) | 8./9. Oktober 1961  |
| Europarekord | 5137 P 1954er Wert. | 4599 P 1980er Wert. | Irina Press     | Tiflis, Sowjetunion (heute Georgien) | 8./9. Oktober 1961  |
| EM-Rekord    | 4733 P 1954er Wert. | 3989 P 1980er Wert. | Galina Bystrowa | EM Stockholm, Schweden               | 20./21. August 1958 |

### Rekordverbesserung
Die sowjetische Europameisterin Galina Bystrowa verbesserte ihren eigenen Meisterschaftsrekord um genau einhundert Punkte auf 4833 Punkte (nach der heute gültigen Wertung von 1985: 4324 Punkte). Zum Welt- und Europarekord fehlten ihr 304 Punkte.

## Durchführung
Die fünf Disziplinen des Fünfkampfs fanden auf zwei Tage verteilt statt. Geändert hatte sich seit Oktober 1961 die Reihenfolge der Übungen. Der 80-Meter-Hürdenlauf – bislang erster Wettbewerb des zweiten Tages – rückte nun ganz an den Anfang und schob das Kugelstoßen sowie den Hochsprung um jeweils eine Position nach hinten. Der zweite Tag begann mit dem Weitsprung – bisher die Abschlussdisziplin – und am Ende stand der 200-Meter-Lauf – vorher die letzte Übung des ersten Tages.

Tag 1 – 19. August: 80-Meter-Hürdenlauf, Kugelstoßen, Hochsprung

Tag 2 – 20. August: Weitsprung, 200-Meter-Lauf

Gewertet wurde nach einer ab 1954 gültigen Punktetabelle.

## Ergebnis

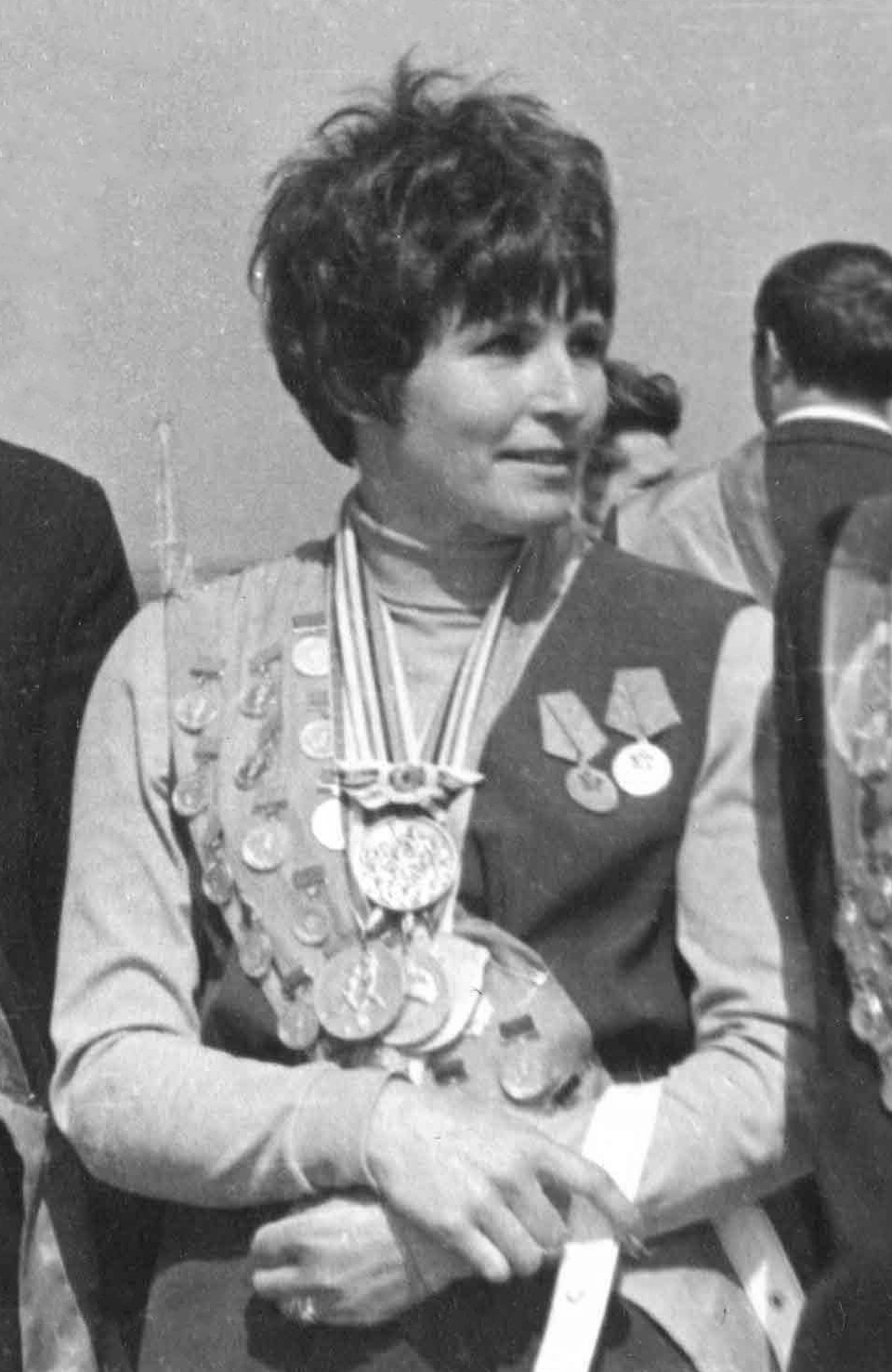
Europameisterin Galina Bystrowa – hier im Jahr 1973 – verteidigte ihren Titel

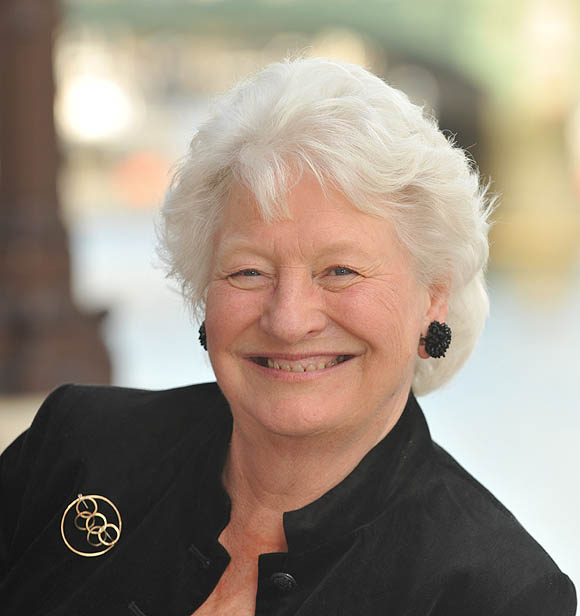
Mary Peters (hier im Jahr 2008) – 1972 Olympiasiegerin in dieser Disziplin – belegte Rang fünf

13./14. September 1962
| Platz | Name               | Nation         | Punkte offiz. Wertung | Punkte 1980er Wertung |  | 80 m Hürden   | Kugel- stoßen | Hoch- sprung |  | Stand n. Tag 1 (P) |  | Weit- sprung  | 200 m        |
| 1     | Galina Bystrowa    | Sowjetunion    | 4833 CR               | 4324                  |  | 10,7 s 1096 P | 13,10 m 928 P | 1,57 m 913 P |  | 2937               |  | 6,05 m 1000 P | 25,4 s 890 P |
| 2     | Denise Guénard     | Frankreich     | 4735 NR               | 4015                  |  | 10,9 s 1061 P | 11,65 m 831 P | 1,57 m 913 P |  | 2805               |  | 5,80 m 943 P  | 24,4 2 987 P |
| 3     | Helga Hoffmann     | Deutschland    | 4676000               | 3961                  |  | 11,1 s 995 P  | 10,78 m 802 P | 1,57 m 913 P |  | 2710               |  | 6,08 m 1007 P | 24,7 s 959 P |
| 4     | Ingrid Becker      | Deutschland    | 4663000               | 3939                  |  | 11,4 s 979 P  | 11,03 m 788 P | 1,63 m 976 P |  | 2743               |  | 5,80 m 943 P  | 24,5 s 977 P |
| 5     | Mary Peters        | Großbritannien | 4586000               | 3834                  |  | 11,3 s 995 P  | 13,30 m 941 P | 1,60 m 945 P |  | 2881               |  | 5,42 m 854 P  | 25,9 s 851 P |
| 6     | Draga Stamejčič    | Jugoslawien    | 4544 NR               | 3807                  |  | 11,0 s 1044 P | 12,44 m 868 P | 1,48 m 814 P |  | 2726               |  | 5,68 m 941 P  | 25,5 s 877 P |
| 7     | Lydia Schmakowa    | Sowjetunion    | 4526000               | 3784                  |  | 11,6 s 948 P  | 12,21 m 869 P | 1,60 m 945 P |  | 2762               |  | 5,68 m 887 P  | 25,5s 877 P  |
| 8     | Nina Hansen        | Dänemark       | 4450 NR               | 3728                  |  | 11,1 s 995 P  | 10,27 m 765 P | 1,54 m 880 P |  | 2640               |  | 5,79 m 941 P  | 25,7 s 869 P |
| 9     | Ulla Flegel        | Österreich     | 4355000               | 3600                  |  | 11,8 s 918 P  | 11,18 m 863 P | 1,54 m 880 P |  | 2661               |  | 5,61 m 899 P  | 26,6 s 795 P |
| 10    | Ingrid Bandow      | Deutschland    | 4304000               | 3536                  |  | 11,9 s 904 P  | 11,91 m       | 1,48 m 814 P |  |                    |  | 5,48 m        | 25,7 s 869 P |
| DNF   | Irina Press        | Sowjetunion    |                       |                       |  | 11,4 s 979 P  | 9,98 m        | 1,63 m 976 P |  |                    |  | 5,36 m 839 P  | DNS          |
| DNF   | Gunilla Cederström | Schweden       |                       |                       |  | 11,8 s 918 P  | 10,05 m 717 P | 1,48 m 814 P |  | 2449               |  | 5,07 m        | DNS          |
| DNF   | Thelma Hopkins     | Großbritannien |                       |                       |  | 12,3 s 848 P  | 14,51 m       | DNS          |  |                    |  |               |              |

Zur Orientierung und Einordnung der Leistungen sind zum Vergleich die nach heutigem Wertungssystem von 1980 für den Siebenkampf erreichten Punktzahlen mitaufgeführt. An den Platzierungen hätte sich danach allerdings nichts geändert. Natürlich sind diese Vergleiche nur Anhaltswerte, denn als Grundlage müssen die jeweils unterschiedlichen Maßstäbe der Zeit gelten.

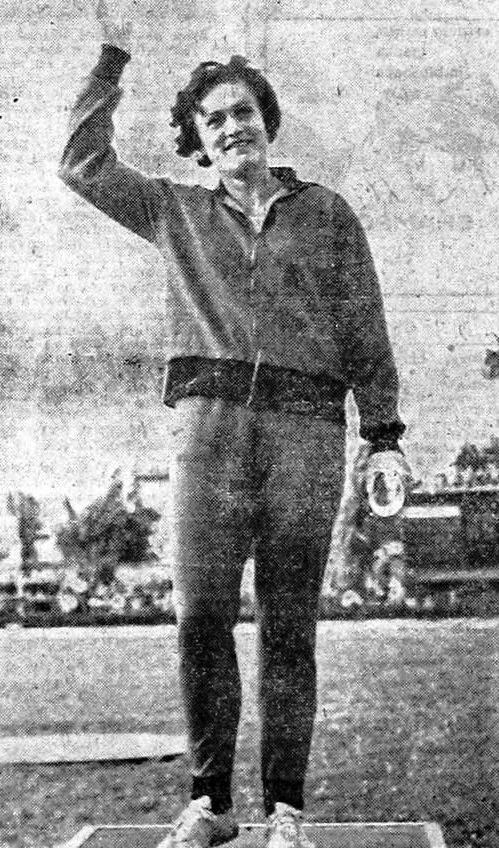
Die EM-Zehnte von 1958 Draga Stamejčič erreichte den sechsten Platz
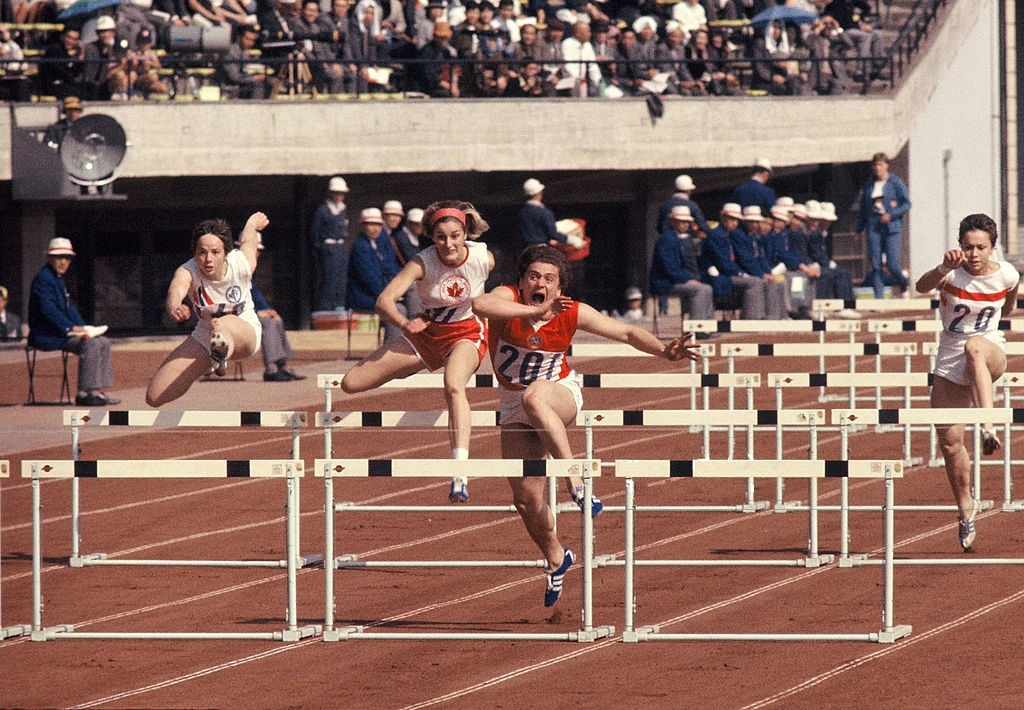
Ulla Flegel (ganz rechts), Fünfzehnte von 1958 wurde Neunte
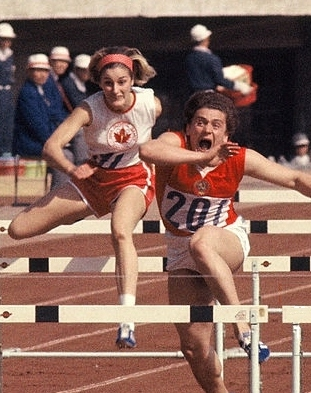
Irina Press (rechts), unter anderem Fünfkampf-Olympiasiegerin 1964 und Schwester der erfolgreichen Werferin Tamara Press, trat zur letzten Disziplin nicht mehr an